# Ewald Lienen
Ewald Lienen (Schloß Holte-Stukenbrock, 28 novembre 1953) è un ex calciatore, allenatore di calcio e dirigente sportivo tedesco, di ruolo centrocampista.
Soprannominato "Lenin" durante la sua carriera da calciatore, per via delle sue idee politiche di sinistra (oltreché per l'assonanza con il proprio cognome), era un attivista pacifista e sostenitore dello stile vegetariano; si rifiutava inoltre di firmare autografi per non mostrarsi come un divo. Fu uno dei fondatori del sindacato tedesco dei calciatori professionisti.

## Carriera

### Calciatore
Terminata l'esperienza nella squadra della sua città, il VfB Schloß Holte, cominciò la carriera professionistica nell'Arminia Bielefeld, giocando nella Zweite Bundesliga Nord nel 1974.
Dopo tre stagioni fu acquistato dal Borussia Mönchengladbach, che aveva appena vinto tre campionati di Bundesliga consecutivi. Nel corso della sua militanza al Borussia non riuscì a conquistare il titolo tedesco, ma con la sua squadra conseguì risultati di rilievo nelle coppe europee. Ottenuto il secondo posto nel campionato 1977-1978, la formazione di Mönchengladbach si qualificò per la Coppa UEFA 1978-1979, trofeo che conquistò battendo la Stella Rossa per 2-1 in finale. Lienen giocò l'intera finale e le partite precedenti, segnando due gol (contro il Manchester City e contro il Duisburg, suo futuro club). Ammessi in qualità di detentori all'edizione 1979-1980 della Coppa UEFA, i ragazzi del Gladbach, tra cui Lienen, giunsero nuovamente in finale, ma persero contro i connazionali dell'Eintracht Francoforte per la regola dei gol fuori casa. Lienen scese in campo in tutti i turni della manifestazione, segnando ancora una volta 2 gol (contro il Viking e contro il Saint Étienne).
Dopo un'altra annata con il Borussia, nell'estate del 1981 tornò all'Arminia Bielefeld, neopromossa in Bundesliga. Il 14 agosto 1981, durante l'incontro di Bundesliga tra l'Arminia e il Werder Brema, Lienen subì un terribile infortunio da parte di Norbert Siegmann, che con i tacchetti delle sue scarpe gli lacerò la coscia destra, procurandogli una profonda ferita lunga 25 cm. Seppur sotto shock, Lienen corse verso l'allenatore del Werder Brema, Otto Rehhagel, lamentandosi contro di lui del fallo subito ed accusandolo di aver incitato Siegmann a giocare più duramente. La ferita richiese 23 punti di sutura, ma dopo soli 17 giorni Lienen si ristabilì e tornò a giocare. Il calciatore trascorse un biennio felice all'Arminia, durante il quale il club riuscì a salvarsi e poi a consolidare la propria posizione di vertice nella massima serie.
Nel 1983 Lienen decise di fare ritorno al Borussia Mönchengladbach. Nei successivi quattro anni il Borussia ottenne altrettanti piazzamenti tra le prime quattro, senza, tuttavia, vincere la Bundesliga. Lienen giocò la finale di Coppa di Germania del 1984, in cui la sua squadra fu sconfitta ai tiri di rigore dal Bayern Monaco.
Nell'estate 1987 lasciò il Borussia Mönchengladbach per fondare un'associazione di calciatori professionisti a Duisburg, insieme a Benno Möhlmann e Frank Pagelsdorf. Iniziò a studiare per acquisire il patentino di allenatore, che conseguì con valutazione A nel 1989. Nel frattempo militò nell'Duisburg, nell'Oberliga, raggiungendo la promozione in Zweite Bundesliga al secondo tentativo, nel 1989. Tra i più presenti in squadra, due anni dopo guadagnò con il club la promozione in massima serie, per poi giocare la sua ultima stagione in Bundesliga. Nel maggio 1992, mese in cui la formazione di Duisburg retrocesse, si ritirò dall'attività agonistica.

### Allenatore
Lienen restò all'MSV Duisburg, ricoprendo l'incarico di allenatore della squadra dilettanti. Nell'estate 1993 ebbe la possibilità di allenare la prima squadra, appena tornata in Bundesliga. Nella prima stagione come tecnico raggiunse un buon nono posto, ma la stagione seguente fu meno favorevole, con il Duisburg ultimo e quasi spacciato già a novembre, con due soli punti ottenuti su ventidue disponibili. Il tecnico fu esonerato dopo una sconfitta casalinga per 5-0 contro l'Amburgo.
Lienen accettò, dunque, l'invito di Jupp Heynckes, che era stato suo allenatore al Borussia Mönchengladbach, ed entrò a far parte dello staff del Tenerife, diventando assistente di Heynckes. La squadra ottenne il quinto posto nel 1994-1995 e il decimo posto nella stagione successiva. Quando Heynckes fu ingaggiato dal Real Madrid Lienen tornò in patria e fu nominato allenatore dell'Hansa Rostock.
La prima stagione con il club dell'ex Germania Est fu un successo: la squadra giunse sesta, eguagliando il suo miglior piazzamento in Bundesliga ottenuto nel 1997-1998. La stagione successiva si rivelò più ardua e vide la formazione di Rostock in zona retrocessione per la maggior parte dell'annata. Lienen fu allontanato dopo una sconfitta interna per 4-0 contro il Bayern Monaco nel marzo 1999. Il club avrebbe prodigiosamente evitato la retrocessione due mesi più tardi.
Il Colonia, appena retrocesso in Zweite Bundesliga, offrì una nuova occasione a Lienen, che portò subito la squadra in Bundesliga vincendo il campionato di seconda divisione. La stagione 2000-2001 riservò al Colonia un decimo posto, ma l'anno dopo il club retrocesse nuovamente. Il periodo di Lienen a Colonia si interruppe nel 2002.
Dopo essere retrocesso il Tenerife, per risollevarsi, decise di chiamare Lienen, che conosceva l'ambiente avendo fatto parte dello staff di Heynckes qualche anno prima. Con il club delle Isole Canarie il tecnico tedesco non ottenne i risultati sperati, venendo esonerato dopo soli sei mesi, nel gennaio 2003.
Fu il Borussia Mönchengladbach, nome cui Lienen aveva legato il suo nome da giocatore, a ingaggiarlo dopo le improvvise dimissioni di Hans Meyer nel marzo 2003. La squadra era sprofondata in zona retrocessione, ma con l'arrivo del nuovo allenatore la situazione mutò in meglio: nelle restanti undici partite i Puledri si ripresero fino a giungere dodicesimi. Confermato per la stagione seguente, fu esonerato il 21 settembre 2003 dopo un inizio negativo (una vittoria in sei gare) e sostituito da Holger Fach.
A sei mesi dalla sua ultima presenza in Bundesliga si accordò con l'Hannover 96, reduce dalle dimissioni di Ralf Rangnick nel marzo 2004. Il club si trovava sull'orlo del baratro, ma Lienen si dimostrò ancora una volta adatto a gestire la squadra in queste circostanze e guidò il suo club al quattordicesimo posto. Nella stagione 2004-2005, poi, Lienen condusse la sua squadra al miglior piazzamento in Bundesliga nella storia dell'Hannover fino a quel momento, il decimo posto. La stagione successiva non fu altrettanto buona e costrinse a mettere da parte le speranze di migliorare il piazzamento dell'anno precedente. Dopo dodici giornate e un avvio difficile Lienen fu esonerato a novembre 2005.
Nell'estate 2006 fu ingaggiato dal Panionios, club del campionato greco. La prima stagione ad Atene è terminata bene: il quinto posto ha permesso alla sua squadra di qualificarsi per la Coppa UEFA 2007-2008. Nel novembre del 2008 viene esonerato dalla squadra greca.
Il 16 dicembre 2014 viene chiamato sulla panchina del FC St. Pauli, squadra di Amburgo che milita in II Bundesliga.

## Palmarès

### Giocatore

#### Competizioni internazionali
- Coppa UEFA: 1

Borussia Mönchengladbach: 1978-1979

### Allenatore
- Allenatore dell'anno del campionato greco: 1

2007